# European Community Championship 1997
Lo European Community Championship 1997 è stato un torneo giocato sul cemento ad Anversa in Belgio. È stata la 15ª edizione dello European Community Championship, facente parte dell'ATP Championship Series nell'ambito dell'ATP Tour 1997.

## Campioni

### Singolare maschile
Marc Rosset ha battuto in finale  Tim Henman con il punteggio di 6–2, 7–5, 6–4

### Doppio maschile
David Adams /  Olivier Delaître hanno battuto in finale  Sandon Stolle /  Cyril Suk con il punteggio di 3–6, 6–2, 6–1